# Delilah DiCrescenzo
Delilah DiCrescenzo (Chicago, 9 febbraio 1983) è una mezzofondista e siepista statunitense.
Si è diplomata nel 2001 presso la Queen of Peace High School a Burbank nell'Illinois e nel 2005 si è laureata in sociologia presso la Columbia University.

## Hey There Delilah
A Delilah è dedicata la canzone dei Plain White T's Hey There Delilah. Delilah, infatti, conobbe il cantante Tom Higgenson in una festa a Chicago tramite un amico in comune; quella sera le disse che avrebbe scritto una canzone su di lei, pochi mesi dopo si recò a casa di Delilah per lasciare un CD, dove c'era la canzone Hey There Delilah, ma tra i due non sbocciò mai l'amore. Nonostante tutto si recò con Higgenson ai Grammy Awards dove la canzone aveva ottenuto due nomination. In un'intervista, Delilah confessò di avere un fidanzato e di essersi recata ai Grammy solo perché "esserci è un'esperienza che si può fare solo una volta nella vita".